# Anizokorie

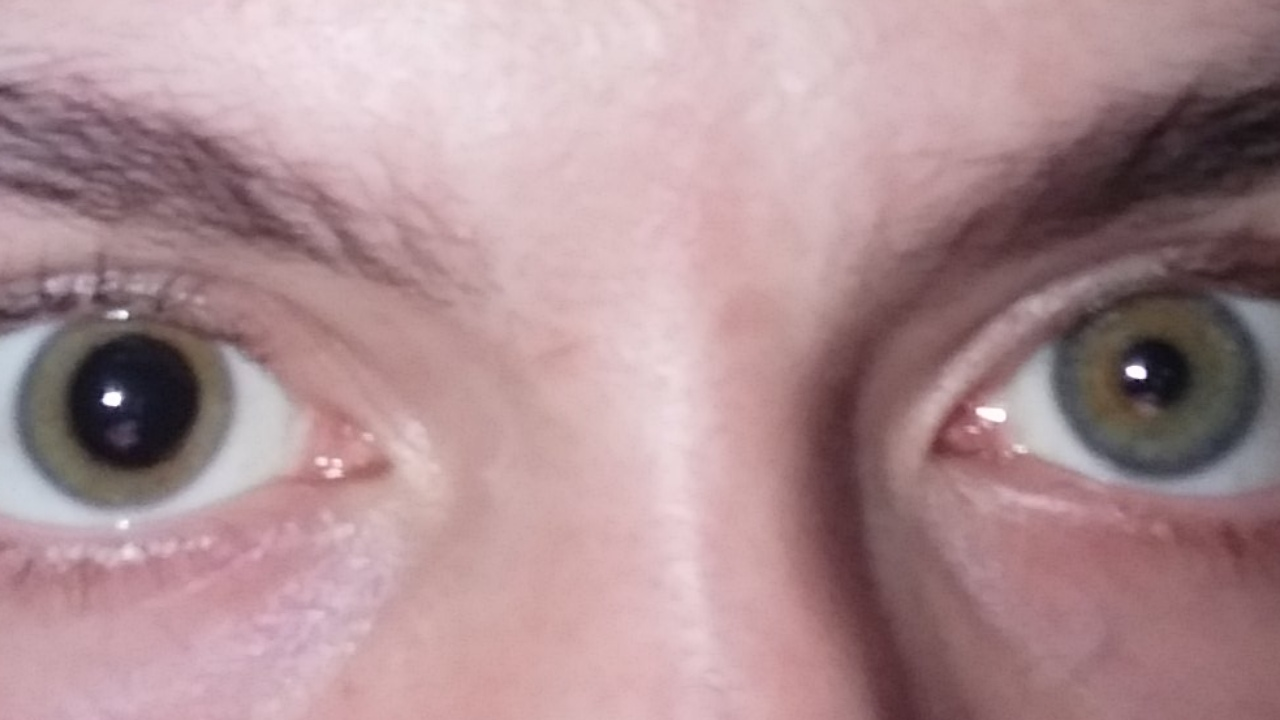
Pravá zornice pacienta je chorobně roztažená

Anizokorie je rozdíl mezí velikostí pravé a levé zornice větší než 0,3 mm. U 20 % populace se vyskytuje fyziologická anizokorie do 1 mm.
Patologická anizokorie může být způsobena např. jednostranným drážděním nebo lézí parasympatiku, popřípadě sympatiku jako součást Hornerova syndromu), jednostranným zvýšením nitroočního tlaku u glaukomu, aneuryzmatem, tumorem, traumatem, nitrolebním krvácením, roztroušenou sklerózou, jednostrannou slepotou či jednostrannou aplikací léčiv (mydriatik nebo miotik).